# Atractus discovery
Atractus discovery — вид змій родини полозових (Colubridae). Ендемік Еквадору. Описаний у 2022 році.

## Поширення і екологія
Atractus discovery відомі за кількома зразками, зібраними в еквадорських провінціях Морона-Сантьяго і Асуай.